# Station Coo
Station Coo is een spoorweghalte langs spoorlijn 42 (Rivage - Gouvy) in Coo, een gehucht van de stad Stavelot. Lange tijd werd de stopplaats enkel bediend in de zomer. Met de invoering van het IC/IR-plan in 1984 werd de stopplaats gesloten, maar een jaar later reeds heropend en verplaatst naar de toeristische trekpleister Télécoo, nu het pretpark Plopsaland Ardennes.

## Treindienst
| Serie       | Treinsoort             | Route | Bijzonderheden                                                                                                  |
| ----------- | ---------------------- | --- | --- |
| IC 33       | Intercity (NMBS / CFL) | Liers – Luik-Guillemins – Coo – Gouvy – Luxemburg                                                              | Rijdt in het weekend 1×/2u. tussen Liers - Luxemburg.                                                           |
| P 7480/8480 | Piekuurtrein (NMBS)    | [ Hoei – Namen ] / [ Herstal – Luik-Sint-Lambertus – Luik-Guillemins – [ Rivage – Coo – Gouvy ] / [ Statte ] ] | Rijdt alleen op werkdagen. Een trein vanuit Herstal naar Gouvy. Twee treinen per richting tussen Hoei en Namen. |

## Galerij

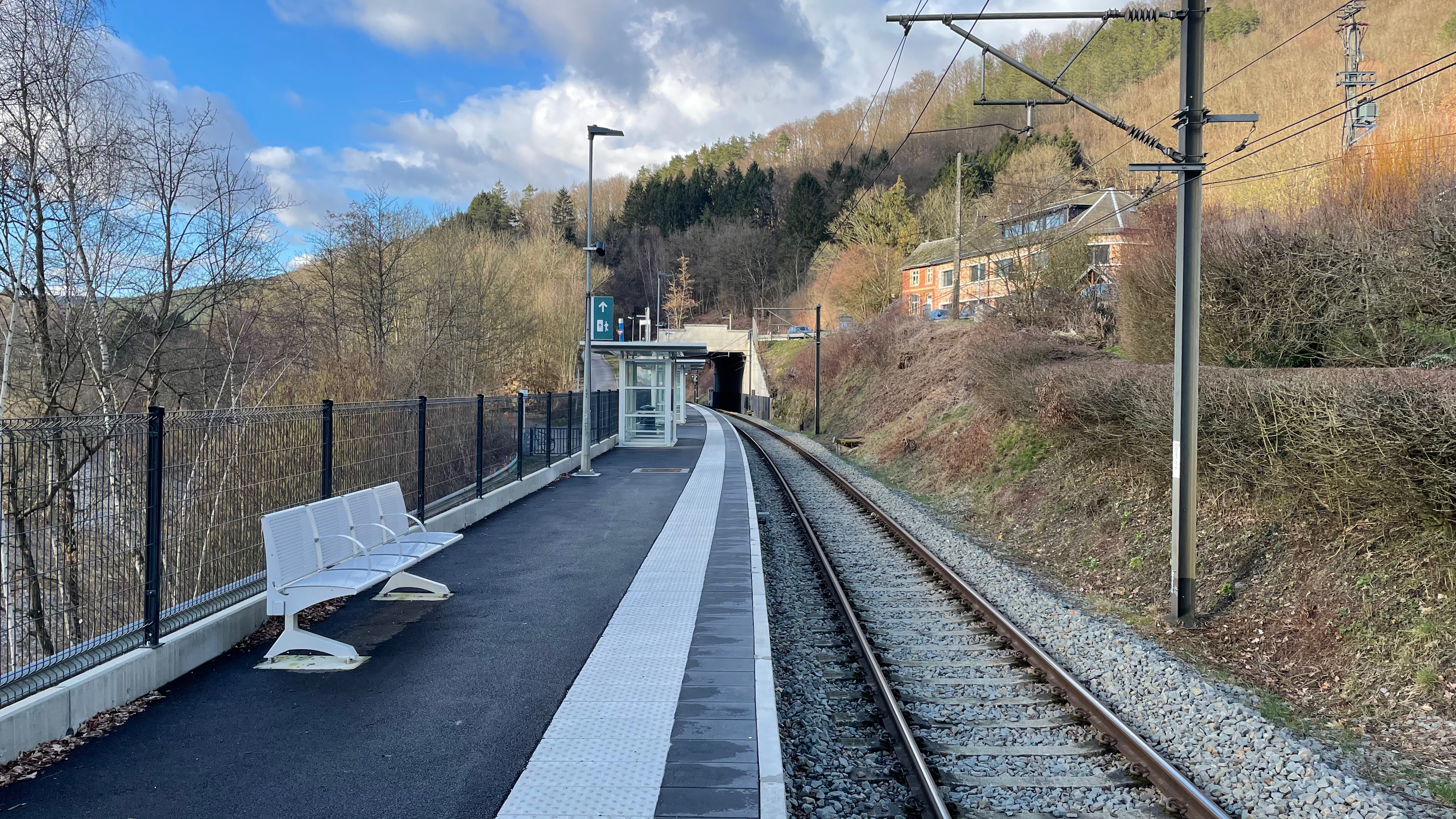
Zicht op het perron
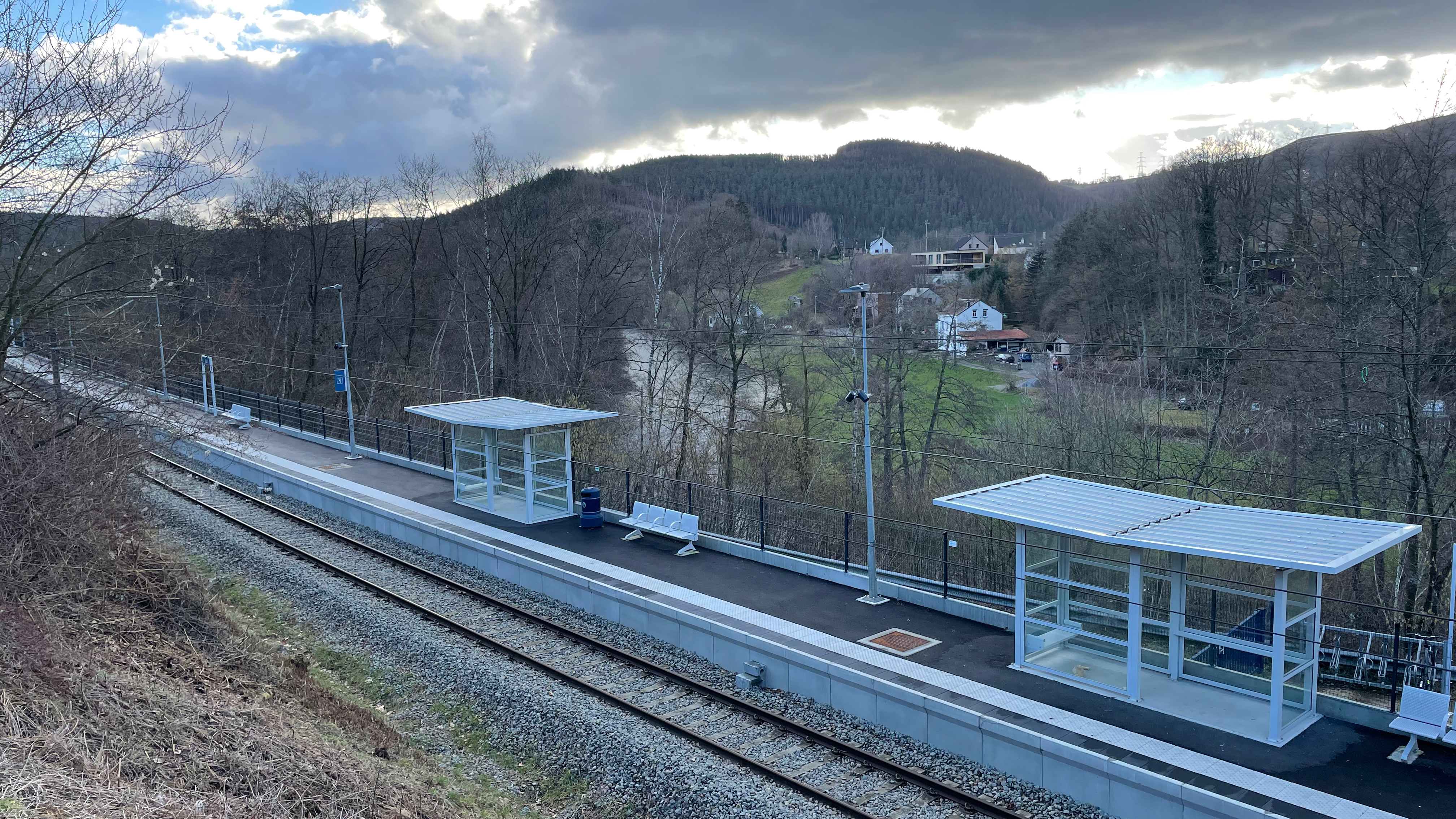
Het station (2023)

## Reizigerstellingen
De grafiek en tabel geven het gemiddeld aantal instappende reizigers weer op een week-, zater- en zondag.
| Tabel: aantal instappende reizigers station Coo | Tabel: aantal instappende reizigers station Coo | Tabel: aantal instappende reizigers station Coo | Tabel: aantal instappende reizigers station Coo |
|                                                 | Weekdag                                         | Zaterdag                                        | Zondag                                          |
| ----------------------------------------------- | ----------------------------------------------- | ----------------------------------------------- | ----------------------------------------------- |
| 1977                                            | 5                                               | 4                                               | 22                                              |
| 1978                                            | 5                                               | 3                                               | 8                                               |
| 1979                                            | 14                                              | 12                                              | 18                                              |
| 1980                                            | 14                                              | 7                                               | 12                                              |
| 1981                                            | 11                                              | 11                                              | 10                                              |
| 1982                                            | 16                                              | 10                                              | 21                                              |
| 1983                                            | 13                                              | 23                                              | 5                                               |
| 1984                                            |                                                 | -                                               | -                                               |
| 1985                                            |                                                 | -                                               | -                                               |
| 1986                                            | -                                               | -                                               | -                                               |
| 1987                                            | -                                               | -                                               | -                                               |
| 1988                                            | 15                                              | 19                                              | 20                                              |
| 1989                                            | 18                                              | 35                                              | 21                                              |
| 1990                                            | 23                                              | 25                                              | 12                                              |
| 1991                                            | 24                                              | 26                                              | 27                                              |
| 1992                                            | 21                                              | 27                                              | 40                                              |
| 1993                                            | 42                                              | 17                                              | 29                                              |
| 1994                                            | 42                                              | 20                                              | 62                                              |
| 1995                                            | 29                                              | 37                                              | 31                                              |
| 1996                                            | 32                                              | 21                                              | 62                                              |
| 1997                                            | 49                                              | 26                                              | 27                                              |
| 1998                                            | 30                                              | 11                                              | 29                                              |
| 1999                                            | 31                                              | 13                                              | 20                                              |
| 2000                                            | 33                                              | 30                                              | 31                                              |
| 2001                                            | 25                                              | 14                                              | 12                                              |
| 2002                                            | 21                                              | 23                                              | 22                                              |
| 2003                                            | 42                                              | 12                                              | 41                                              |
| 2004                                            | 39                                              | 19                                              | 28                                              |
| 2005                                            | 26                                              | 36                                              | 68                                              |
| 2006                                            | 29                                              | 26                                              | 46                                              |
| 2007                                            | 36                                              | 26                                              | 54                                              |
| 2008                                            | -                                               | -                                               | -                                               |
| 2009                                            | 31                                              | 39                                              | 48                                              |
| 2010                                            | -                                               | -                                               | -                                               |
| 2011                                            | -                                               | -                                               | -                                               |
| 2012                                            | 45                                              | 30                                              | 57                                              |
| 2013                                            | 36                                              | 39                                              | 63                                              |
| 2014                                            | 46                                              | 45                                              | 82                                              |
| 2015                                            | 46                                              | 50                                              | 40                                              |
| 2016                                            | 38                                              | 47                                              | 72                                              |
| 2017                                            | 39                                              | 40                                              | 61                                              |
| 2018                                            | 36                                              | 41                                              | 49                                              |
| 2019                                            | 35                                              | 50                                              | 66                                              |
| 2020                                            | 31                                              | 41                                              | 37                                              |
| 2021                                            | -                                               | -                                               | -                                               |
| 2022                                            | 233                                             | 142                                             | 143                                             |
| 2023                                            | 147                                             | 97                                              | 155                                             |
| 2024                                            | 187                                             | 146                                             | 179                                             |

0,0: Rivage ·
0,9: Liotte ·
5,7: Martinrive ·
8,2: Aywaille ·
11,4: Remouchamps ·
13,4: Nonceveux ·
17,0: Quarreux ·
19,0: Lorcé-Chevron ·
21,4: Stoumont ·
27,4: La Gleize ·
30,4: Roanne-Coo ·
32,6: Coo ·
34,8: Trois-Ponts ·
40,7: Grand-Halleux ·
45,7: Rencheux ·
46,7: Vielsalm ·
48,3: Salmchâteau ·
51,4: Cierreux ·
54,2: Bovigny ·
58,1: Gouvy